# Formosaspis stegana
Formosaspis stegana är en insektsart som beskrevs av Ferris 1952. Formosaspis stegana ingår i släktet Formosaspis och familjen pansarsköldlöss. Inga underarter finns listade i Catalogue of Life.